# Chelsea Football Club Women 2019-2020
Questa voce raccoglie le informazioni riguardanti il Chelsea Football Club Women nelle competizioni ufficiali della stagione 2019-2020.

## Stagione
La stagione è stata caratterizzata dallo scoppio della pandemia di COVID-19 nel mese di marzo 2020, che ha portato a un'iniziale sospensione di tutte le competizioni, per poi arrivare a una sospensione definitiva il successivo 25 maggio. La classifica della FA Women's Super League venne stilata in base al rapporto punti conquistati su partite disputate, e la vittoria del campionato venne assegnata al Chelsea, che era al secondo posto al momento della sospensione del torneo, ossia dopo quindici partite disputate; infatti, lo scambio di posizioni col Manchester City, primo alla sospensione, era giunto poiché il City aveva disputato una partita in più e aveva un vantaggio di un solo punto. La partita d'esordio in campionato è stata il derby londinese contro il neopromosso Tottenham, disputatosi allo Stamford Bridge davanti a 24 564 spettatori
Anche la Women's FA Cup ha subito una riprogrammazione con le partite dai quarti di finale in poi disputatesi nel mese di settembre 2020; la squadra, che era partita dal quarto turno, è arrivata ai quarti di finale, dove è stata sconfitta dall'Everton per 1-2. In FA Women's League Cup la squadra aveva raggiunto la finale, che ha vinto per la prima volta battendo l'Arsenal per 2-1 con una doppietta di Bethany England e con la rete della vittoria giunta nei minuti di recupero del secondo tempo.

## Maglie e sponsor
Le tenute di gioco solo le stesse adottate dal Chelsea maschile.
| Casa | Trasferta | Terza divisa |

## Rosa
| N. |                          | Ruolo | Calciatrice                   |
| -- | ------------------------ | ----- | ----------------------------- |
| 2  | Norvegia (bandiera)      | D     | Maria Thorisdottir            |
| 3  | Inghilterra (bandiera)   | D     | Hannah Blundell               |
| 4  | Inghilterra (bandiera)   | D     | Millie Bright                 |
| 5  | Galles (bandiera)        | C     | Sophie Ingle                  |
| 6  | Inghilterra (bandiera)   | D     | Anita Asante                  |
| 7  | Inghilterra (bandiera)   | D     | Jess Carter                   |
| 9  | Inghilterra (bandiera)   | A     | Bethany England               |
| 10 | Corea del Sud (bandiera) | C     | Ji So-yun                     |
| 11 | Norvegia (bandiera)      | C     | Guro Reiten                   |
| 14 | Inghilterra (bandiera)   | A     | Fran Kirby                    |
| 16 | Svezia (bandiera)        | D     | Magdalena Eriksson (capitano) |
| 17 | Finlandia (bandiera)     | A     | Adelina Engman                |
| 18 | Norvegia (bandiera)      | C     | Maren Mjelde                  |

| N. |                        | Ruolo | Calciatore        |
| -- | ---------------------- | ----- | ----------------- |
| 20 | Australia (bandiera)   | A     | Samantha Kerr     |
| 21 | Inghilterra (bandiera) | D     | Deanna Cooper     |
| 22 | Scozia (bandiera)      | A     | Erin Cuthbert     |
| 23 | Svizzera (bandiera)    | A     | Ramona Bachmann   |
| 24 | Inghilterra (bandiera) | C     | Drew Spence       |
| 25 | Svezia (bandiera)      | D     | Jonna Andersson   |
| 27 | Scozia (bandiera)      | C     | Jamie-Lee Napier  |
| 28 | Inghilterra (bandiera) | P     | Carly Telford     |
| 30 | Germania (bandiera)    | P     | Ann-Katrin Berger |
| 31 | Inghilterra (bandiera) | C     | Charlotte Fleming |
| 34 | Inghilterra (bandiera) | C     | Charlotte Wardlaw |
| 35 | Inghilterra (bandiera) | A     | Emily Murphy      |

## Calciomercato

### Sessione estiva
| Acquisti | Acquisti    | Acquisti    | Acquisti |
| R.       | Nome        | da          | Modalità |
| -------- | ----------- | ----------- | -------- |
| C        | Guro Reiten | LSK Kvinner | [ 8 ]    |

| Cessioni | Cessioni       | Cessioni      | Cessioni |
| R.       | Nome           | a             | Modalità |
| -------- | -------------- | ------------- | -------- |
| P        | Lizzie Durack  |               | ritirata |
| P        | Hedvig Lindahl | Wolfsburg     | [ 10 ]   |
| D        | Jade Bailey    | Liverpool     | [ 11 ]   |
| D        | Ali Riley      | Bayern Monaco | [ 12 ]   |
| C        | Karen Carney   |               | ritirata |

### Sessione invernale
| Acquisti | Acquisti         | Acquisti          | Acquisti |
| R.       | Nome             | da                | Modalità |
| -------- | ---------------- | ----------------- | -------- |
| C        | Jamie-Lee Napier | Hibernian         | [ 14 ]   |
| A        | Samantha Kerr    | Chicago Red Stars | [ 15 ]   |

| Cessioni | Cessioni | Cessioni | Cessioni |
| R.       | Nome     | a        | Modalità |
| -------- | -------- | -------- | -------- |

## Risultati

### FA Women's Super League

#### Girone di andata
| Arbitro: | Fearn |

|            |           |  |
| England 4’ | Marcatori |  |

| Arbitro: | Collins |

|               |           |              |
| A. Whelan 84’ | Marcatori | 90+1’ Engman |

| Arbitro: | Benn |

|  |           |                                 |
|  | Marcatori | 3’, 10’ Reiten 18’ Ji 78’ Ingle |

| Arbitro: | Welch |

|                              |           |                |
| England 57’ Thorisdottir 85’ | Marcatori | 9’ Van de Donk |

| Arbitro: | Whitton |

|          |           |                               |
| Leon 58’ | Marcatori | 70’ Ingle 72’ Ji 90+5’ Spence |

| Arbitro: | Packman |

|                   |           |  |
| Mjelde 65’ (rig.) | Marcatori |  |

| Arbitro: | Pearson |

|  |           |                                                     |
|  | Marcatori | 2’ Ji 37’ Bright 45+1’, 63’ England 48’, 52’ Spence |

| Southport 3 maggio 2020 8ª giornata | Everton | – Annullata | Chelsea | Haig Avenue |

| Arbitro: | Fearn |

|                        |           |          |
| England 79’ Mjelde 81’ | Marcatori | 59’ Weir |

| Arbitro: | Saunders |

|            |           |             |
| Charles 5’ | Marcatori | 15’ England |

| Arbitro: | Pearson |

|                                     |           |              |
| England 41’ Reiten 64’ Cuthbert 75’ | Marcatori | 16’ Williams |

#### Girone di ritorno
| Arbitro: | Heaslip |

|                                                        |           |            |
| England 28’, 82’ Blundell 40’ Carter 45’ Ji 45+2’, 50’ | Marcatori | 15’ Salmon |

| Arbitro: | Byrne |

|          |           |                                           |
| Mead 74’ | Marcatori | 10’ England 13’ Kerr 20’ Ingle 68’ Reiten |

| Arbitro: | Fearn |

|                                                                                  |           |  |
| Mjelde 7’, 61’ England 12’, 56’ Ingle 45’ Cuthbert 52’ Bachmann 88’ Murphy 90+1’ | Marcatori |  |

| Leigh 12 maggio 2020 15ª giornata | Manchester United | – Annullata | Chelsea | Leigh Sports Village |

| Arbitro: | Whitton |

|                        |           |  |
| Reiten 45’ England 58’ | Marcatori |  |

| Arbitro: | Welch |

|                                |           |                                 |
| White 22’ Stanway 60’ Hemp 76’ | Marcatori | 39’ Ji 68’ Eriksson 74’ England |

| Kingston upon Thames 22 marzo 2020 18ª giornata | Chelsea | – Annullata | Everton | Kingsmeadow |

| Harrow 29 marzo 2020 19ª giornata | Tottenham | – Annullata | Chelsea | The Hive Stadium |

| Kingston upon Thames 5 aprile 2020 20ª giornata | Chelsea | – Annullata | Brighton & Hove | Kingsmeadow |

| High Wycombe 26 aprile 2020 21ª giornata | Reading | – Annullata | Chelsea | Adams Park |

| Kingston upon Thames 16 maggio 2020 22ª giornata | Chelsea | – Annullata | Liverpool | Kingsmeadow |

### Women's FA Cup
| Arbitro: | Massey-Ellis |

|  |           |                                        |
|  | Marcatori | 45’, 57’ (rig.) Spence 47’, 84’ Murphy |

| Kingston upon Thames 17 febbraio 2020, ore 19:00 UTC+0 Quinto turno | Chelsea   | 1 – 0 referto | Liverpool | Kingsmeadow |
| \| \| \| \| \| Reiten 26’ \| Marcatori \| \|                        |           |               |           |             |
|                                                                     |           |               |           |             |
| Reiten 26’                                                          | Marcatori |               |           |             |

| Arbitro: | Mather |

|                       |           |             |
| Graham 42’ Gauvin 62’ | Marcatori | 4’ Cuthbert |

### FA Women's League Cup

#### Fase a gruppi
| Arbitro: | Dowle |

|                         |           |  |
| England 50’ Reiten 70’} | Marcatori |  |

| Arbitro: | Bryne |

|  |           |                             |
|  | Marcatori | 51’, 55’ England 76’ Spence |

| Arbitro: | McWhinnie |

|          |           |                           |
| Rood 18’ | Marcatori | 12’ Cuthbert 80’ Eriksson |

| Arbitro: | Benn |

|                                                            |           |           |
| Spence 49’ Cuthbert 57’ (rig.) England 59’, 84’ Cooper 76’ | Marcatori | 78’ Ayane |

| Arbitro: | Johnson |

|                                |                      |                               |
| Cooper 66’                     | Marcatori            | 15’ Potter                    |
| Cuthbert Mjelde England Cooper | Tiri di rigore 2 – 4 | Williams Chaplen Farrow Allen |

#### Fase a eliminazione diretta
| Arbitro: | Saunders |

|                                  |           |           |
| Eriksson 55’ Ji 81’ Murphy 90+1’ | Marcatori | 84’ Welsh |

| Arbitro: | Simms |

|  |           |            |
|  | Marcatori | 72’ Mjelde |

| Arbitro: | Conley |

|                |           |                   |
| Williamson 85’ | Marcatori | 9’, 90+2’ England |

## Statistiche

### Statistiche di squadra
| Competizione            | Punti | In casa | In casa | In casa | In casa | In casa | In casa | In trasferta | In trasferta | In trasferta | In trasferta | In trasferta | In trasferta | Totale | Totale | Totale | Totale | Totale | Totale | DR  |
| Competizione            | Punti | G       | V       | N       | P       | Gf      | Gs      | G            | V            | N            | P            | Gf           | Gs           | G      | V      | N      | P      | Gf     | Gs     | DR  |
| ----------------------- | ----- | ------- | ------- | ------- | ------- | ------- | ------- | ------------ | ------------ | ------------ | ------------ | ------------ | ------------ | ------ | ------ | ------ | ------ | ------ | ------ | --- |
| FA Women's Super League | 39    | 8       | 8       | 0       | 0       | 25      | 4       | 7            | 4            | 3            | 0            | 22           | 7            | 15     | 12     | 3      | 0      | 47     | 11     | +36 |
| Women's FA Cup          | -     | 1       | 1       | 0       | 0       | 1       | 0       | 2            | 1            | 0            | 1            | 5            | 2            | 3      | 2      | 0      | 1      | 6      | 2      | +4  |
| FA Women's League Cup   | -     | 4       | 3       | 1       | 0       | 11      | 3       | 3            | 3            | 0            | 0            | 6            | 1            | 8      | 7      | 1      | 0      | 19     | 5      | +14 |
| Totale                  | -     | 13      | 12      | 1       | 0       | 37      | 7       | 12           | 8            | 3            | 1            | 33           | 10           | 26     | 21     | 4      | 1      | 72     | 18     | +54 |

### Andamento in campionato
| Giornata  | 1 | 2 | 3 | 4 | 5 | 6 | 7 | 8 | 9 | 10 | 11 | 12 | 13 | 14 | 15 | 16 | 17 | 18 | 19 | 20 | 21 | 22 |
| --------- | - | - | - | - | - | - | - | - | - | -- | -- | -- | -- | -- | -- | -- | -- | -- | -- | -- | -- | -- |
| Luogo     | C | T | T | C | T | C | T | T | C | T  | C  | C  | T  | C  | T  | C  | T  | C  | T  | C  | T  | C  |
| Risultato | V | N | V | V | V | V | V | - | V | N  | V  | V  | V  | V  | -  | V  | N  | -  | -  | -  | -  | -  |
| Posizione | 2 | 3 | 3 | 2 | 1 | 1 | 1 | 3 | 2 | 3  | 3  | 3  | 3  | 2  | 2  | 2  | 2  | -  | -  | -  | -  | -  |

Legenda:

Luogo: C = Casa; T = Trasferta. Risultato: V = Vittoria; N = Pareggio; P = Sconfitta.

### Statistiche delle giocatrici
| Giocatore       | FA Women's Super League | FA Women's Super League | FA Women's Super League | FA Women's Super League | Women's FA Cup | Women's FA Cup | Women's FA Cup | Women's FA Cup | FA Women's League Cup | FA Women's League Cup | FA Women's League Cup | FA Women's League Cup | Totale   | Totale | Totale      | Totale     |
| Giocatore       | Presenze                | Reti                    | Ammonizioni             | Espulsioni              | Presenze       | Reti           | Ammonizioni    | Espulsioni     | Presenze              | Reti                  | Ammonizioni           | Espulsioni            | Presenze | Reti   | Ammonizioni | Espulsioni |
| --------------- | ----------------------- | ----------------------- | ----------------------- | ----------------------- | -------------- | -------------- | -------------- | -------------- | --------------------- | --------------------- | --------------------- | --------------------- | -------- | ------ | ----------- | ---------- |
| J. Andersson    | 15                      | 0                       | 0                       | 0                       | 2              | 0              | 0              | 0              | 7                     | 0                     | 0                     | 0                     | 24       | 0      | 0           | 0          |
| A. Asante       | 0                       | 0                       | 0                       | 0                       | -              | -              | -              | -              | 2                     | 0                     | 0                     | 0                     | 2        | 0      | 0           | 0          |
| R. Bachmann     | 12                      | 1                       | 0                       | 0                       | 2              | 0              | 0              | 0              | 5                     | 0                     | 0                     | 0                     | 19       | 1      | 0           | 0          |
| A-K. Berger     | 13                      | -11                     | 0                       | 0                       | 2              | -2             | 0              | 0              | 2                     | -2                    | 0                     | 0                     | 17       | -15    | 0           | 0          |
| H. Blundell     | 8                       | 1                       | 0                       | 0                       | 2              | 0              | 0              | 0              | 4                     | 0                     | 0                     | 0                     | 14       | 1      | 0           | 0          |
| M. Bright       | 15                      | 1                       | 2                       | 0                       | 3              | 0              | 0              | 0              | 6                     | 0                     | 0                     | 0                     | 24       | 1      | 2           | 0          |
| J. Carter       | 8                       | 1                       | 1                       | 0                       | 2              | 0              | 0              | 0              | 5                     | 0                     | 2                     | 0                     | 15       | 1      | 3           | 0          |
| D. Cooper       | 1                       | 0                       | 0                       | 0                       | 1              | 0              | 0              | 0              | 6                     | 2                     | 0                     | 0                     | 8        | 2      | 0           | 0          |
| E. Cuthbert     | 14                      | 2                       | 2                       | 0                       | 2              | 1              | 0              | 0              | 8                     | 2                     | 1                     | 0                     | 24       | 5      | 3           | 0          |
| B. England      | 15                      | 14                      | 0                       | 0                       | 2              | 0              | 0              | 0              | 8                     | 7                     | 0                     | 0                     | 25       | 21     | 0           | 0          |
| A. Engman       | 2                       | 1                       | 0                       | 0                       | 0              | 0              | 0              | 0              | 1                     | 0                     | 0                     | 0                     | 3        | 1      | 0           | 0          |
| M. Eriksson     | 14                      | 1                       | 1                       | 0                       | 2              | 0              | 0              | 0              | 7                     | 2                     | 2                     | 0                     | 23       | 3      | 3           | 0          |
| C. Fleming      | 0                       | 0                       | 0                       | 0                       | 1              | 0              | 0              | 0              | 1                     | 0                     | 0                     | 0                     | 2        | 0      | 0           | 0          |
| S. Ingle        | 15                      | 4                       | 1                       | 0                       | 3              | 0              | 0              | 0              | 5                     | 0                     | 3                     | 0                     | 23       | 4      | 4           | 0          |
| S-y. Ji         | 13                      | 6                       | 1                       | 0                       | 2              | 0              | 0              | 0              | 4                     | 1                     | 1                     | 0                     | 19       | 7      | 2           | 0          |
| S. Kerr         | 4                       | 1                       | 0                       | 0                       | 2              | 0              | 0              | 0              | 2                     | 0                     | 0                     | 0                     | 8        | 1      | 0           | 0          |
| F. Kirby        | 4                       | 0                       | 0                       | 0                       | 1              | 0              | 0              | 0              | 2                     | 0                     | 0                     | 0                     | 7        | 0      | 0           | 0          |
| M. Mjelde       | 14                      | 4                       | 1                       | 0                       | 2              | 0              | 0              | 0              | 5                     | 1                     | 0                     | 0                     | 21       | 5      | 1           | 0          |
| E. Murphy       | 2                       | 1                       | 0                       | 0                       | 1              | 2              | 0              | 0              | 3                     | 1                     | 0                     | 0                     | 6        | 4      | 0           | 0          |
| J-L. Napier     | 2                       | 0                       | 0                       | 0                       | 1              | 0              | 0              | 0              | 1                     | 0                     | 0                     | 0                     | 4        | 0      | 0           | 0          |
| G. Reiten       | 15                      | 5                       | 0                       | 0                       | 3              | 1              | 0              | 0              | 6                     | 1                     | 0                     | 0                     | 24       | 7      | 0           | 0          |
| D. Spence       | 15                      | 3                       | 1                       | 0                       | 2              | 2              | 0              | 0              | 6                     | 2                     | 0                     | 0                     | 23       | 7      | 1           | 0          |
| C. Telford      | 2                       | 0                       | 0                       | 0                       | 1              | 0              | 0              | 0              | 6                     | -3                    | 0                     | 0                     | 9        | -3     | 0           | 0          |
| M. Thorisdottir | 5                       | 1                       | 0                       | 0                       | 0              | 0              | 0              | 0              | 3                     | 0                     | 0                     | 0                     | 8        | 1      | 0           | 0          |
| C. Wardlaw      | 0                       | 0                       | 0                       | 0                       | 1              | 0              | 0              | 0              | 1                     | 0                     | 1                     | 0                     | 2        | 0      | 1           | 0          |